# Gornja Ljubata
Gornja Ljubata (en serbe cyrillique : Горња Љубата ; en bulgare : Горна Любата) est un village de Serbie situé dans la municipalité de Bosilegrad, district de Pčinja. Au recensement de 2011, il comptait 297 habitants.
Gornja Ljubata est située sur les bords de la Ljubatska reka. Cette rivière est un des bras constituant la Dragovištica, un affluent droit de la Strouma.

## Démographie

### Évolution historique de la population
| 1948  | 1953  | 1961  | 1971  | 1981  | 1991 | 2002 | 2011 |
| ----- | ----- | ----- | ----- | ----- | ---- | ---- | ---- |
| 1 405 | 1 657 | 1 621 | 1 580 | 1 064 | 660  | 485  | 297  |

|  |